# Saudade (musikgrupp)
Saudade är ett svenskt popband från Linköping.

## Historia
Den 23 augusti 2017 var Saudade ett av banden som stod för underhållningen under stadsfesten i Linköping.
I april 2022 släpptes debutalbumet I väntan på..., vilket följdes upp av den femspåriga EP:n Parallella spår i maj året därpå.
Gruppen gav ut sin första singel, "Leva tills man dör", i mars 2024.

## Medlemmar
Nuvarande medlemmar
- Björn Oskarsson – sång, gitarr
- Ronny Idstrand – sång, gitarr
- Håkan Gustafsson – basgitarr, sång
- Kristian Karlsson – trummor, slagverk, sång
- Peter Påhlsson – keyboard

## Diskografi
Studioalbum
- 2022 – I väntan på...

EP
- 2023 – Parallella spår

Singlar
- 2024 – "Leva tills man dör"
- 2024 – "Gryning över Brooklyn"
- 2024 – "Het gröt"
- 2024 – "Krakow"
- 2024 – "I väntan på en ny dag"
- 2024 – "Hur lätt blir mänskors kinder heta"
- 2024 – "Tango för två"